# Championnat de France féminin de football 2019-2020
Navigation
Division 1 2018-2019 Division 1 2020-2021
La saison 2019-2020 de Division 1 est la 46e édition du championnat de France féminin de football et la 1re sous l'appellation D1 Arkema. Le premier niveau du championnat féminin oppose douze clubs français en une série de vingt-deux rencontres jouées durant la saison de football. La compétition débute en août 2019 et s'achève en mars 2020, la saison ne pouvant pas aller à son terme en raison de la pandémie de Covid-19.
Les deux premières places du championnat sont qualificatives pour la Ligue des champions féminine de l'UEFA alors que les deux dernières places sont synonymes de relégation en Division 2.
L'Olympique lyonnais et le Paris Saint-Germain, respectivement champion et vice-champion en 2019, sont les représentants français en Ligue des champions féminine de l'UEFA 2019-2020.

## Participants
| \| Paris SG FC Fleury Olympique lyonnais FC Metz Girondins de Bordeaux Olympique de · Marseille ASJ Soyaux Paris FC EA Guingamp Stade de Reims Montpellier HSC Dijon FCO \| Localisation des clubs engagés dans le championnat. |
| Paris SG FC Fleury Olympique lyonnais FC Metz Girondins de Bordeaux Olympique de · Marseille ASJ Soyaux Paris FC EA Guingamp Stade de Reims Montpellier HSC Dijon FCO                                                           |

Ce tableau présente les douze équipes qualifiées pour disputer le championnat 2019-2020. On y trouve le nom des clubs, le nom des entraîneurs et leur nationalité, l'année de la dernière montée au sein de l'élite, leur classement de la saison précédente, le nom des stades ainsi que la capacité de ces derniers.
Lors de l'exercice précédent, le Stade de Reims et l'Olympique de Marseille ont gagné le droit d'évoluer dans cette compétition après avoir fini premier de leurs groupes respectifs de seconde division.
| Club                   | Dernière montée | Classement 2018-2019 | Entraîneur                                                                    | Stade principal                                        | Capacité | Nombre de saisons en D1 |
| ---------------------- | --------------- | -------------------- | ----------------------------------------------------------------------------- | ------------------------------------------------------ | -------- | ----------------------- |
| Olympique lyonnais     | 1978            | 1er                  | Jean-Luc Vasseur                                                              | Groupama OL Training Center                            | 1 524    | 41                      |
| Paris Saint-Germain    | 2001            | 2e                   | Olivier Echouafni                                                             | Stade Jean-Bouin                                       | 20 000   | 32                      |
| Montpellier HSC        | 1997            | 3e                   | Frédéric Mendy                                                                | Stade Bernard-Gasset - Terrain d'honneur Mama-Ouattara | 1 280    | 26                      |
| Girondins de Bordeaux  | 2016            | 4e                   | Pedro Martínez Losa                                                           | Stade Sainte-Germaine                                  | 1 900    | 3                       |
| Paris FC               | 1986            | 5e                   | Sandrine Soubeyrand                                                           | Stade Robert-Bobin                                     | 18 845   | 38                      |
| ASJ Soyaux             | 2013            | 6e                   | Sébastien Joseph                                                              | Stade Camille-Lebon                                    | 6 000    | 38                      |
| EA Guingamp            | 2006            | 7e                   | Frédéric Biancalani                                                           | Stade de l'Akademi EA Guingamp                         | 1 960    | 37                      |
| Dijon FCO              | 2018            | 8e                   | Yannick Chandioux                                                             | Stade des Poussots                                     | 1 500    | 1                       |
| FC Fleury 91           | 2017            | 9e                   | Habib Boumezoued (jusqu'en novembre 2019) David Fanzel (depuis novembre 2019) | Stade Auguste-Gentelet                                 | 1 300    | 2                       |
| FC Metz                | 2018            | 10e                  | Manuel Peixoto (jusqu'en janvier 2020) Mickaël Maurice (depuis janvier 2020)  | Stade Dezavelle                                        | 1 500    | 3                       |
| Stade de Reims         | 2019            | 1er (D2)             | Amandine Miquel                                                               | Stade Louis-Blériot                                    | 500      | 12                      |
| Olympique de Marseille | 2019            | 2e (D2)              | Christophe Parra                                                              | Stade Paul-Le Cesne                                    | 550      | 10                      |

Légende des couleurs
- Qualifié pour la phase finale de la Ligue des champions 2019-2020
- Promu de Division 2 2018-2019

## Compétition

### Règlement
Le classement est calculé avec le barème de points suivant : une victoire vaut trois points, le match nul un. La défaite ne rapporte aucun point.
Les critères utilisés pour départager les équipes en cas d'égalité au classement sont les suivants :
1. plus grand nombre de points dans les confrontations directes ;
2. plus grande différence de buts particulière ;
3. plus grande différence de buts générale ;
4. plus grand nombre de buts marqués ;
5. rencontre supplémentaire sur terrain neutre avec, éventuellement, l'épreuve des tirs au but.

### Classement
Source : Classement officiel sur le site de la FFF.
| Rang | Équipe                   | Pts  | J  | G  | N | P  | Bp | Bc | Diff |
| ---- | ------------------------ | ---- | -- | -- | - | -- | -- | -- | ---- |
| 1    | Olympique lyonnais T S C | 44   | 16 | 14 | 2 | 0  | 67 | 4  | +63  |
| 2    | Paris SG                 | 41   | 16 | 13 | 2 | 1  | 60 | 7  | +53  |
| 3    | Girondins de Bordeaux    | 37   | 16 | 12 | 1 | 3  | 36 | 12 | +24  |
| 4    | Montpellier HSC          | 30   | 16 | 9  | 3 | 4  | 39 | 18 | +21  |
| 5    | Paris FC                 | 24   | 16 | 7  | 3 | 6  | 21 | 26 | -5   |
| 6    | EA Guingamp              | 23   | 16 | 6  | 5 | 5  | 20 | 21 | -1   |
| 7    | FC Fleury 91             | 20   | 16 | 6  | 2 | 8  | 18 | 30 | -12  |
| 8    | Stade de Reims P         | 15   | 16 | 4  | 3 | 9  | 13 | 32 | -19  |
| 9    | Dijon FCO                | 14   | 16 | 3  | 5 | 8  | 10 | 32 | -22  |
| 10   | ASJ Soyaux               | 13-3 | 16 | 4  | 4 | 8  | 15 | 30 | -15  |
| 11   | Olympique de Marseille P | 6    | 16 | 2  | 0 | 14 | 12 | 62 | -50  |
| 12   | FC Metz                  | 2    | 16 | 0  | 2 | 14 | 7  | 44 | -37  |

Qualifications européennes
Ligue des champions 2020-2021
- 1er et 2e : phase finale

Relégation en Division 2 2020-2021
- 11e et 12e : relégation

Abréviations
- T : Tenant du titre
- C : Vainqueur de la Coupe de France 2020
- S : Vainqueur du Trophée des championnes 2019
- P : Promus de Division 2 2018-2019

Note
-3 : En défaut économiquement, l'ASJ Soyaux a écopé le 14 janvier 2020 d'un retrait de trois points, d'un encadrement de sa masse salariale et d'une interdiction de recrutement. C'est la première fois qu'une équipe de D1 est sanctionnée par la Commission fédérale de contrôle des clubs de la DNCG. La sanction est confirmée en appel le 18 février.

### Matches
| Résultats (▼dom., ►ext.)                                   | Bor | Dij | Fle | Gui | Lyo | Mar  | Met | Mon | PFC | PSG | Rei | Soy |
| Girondins de Bordeaux                                      |     | 1-0 | 4-1 | 1-2 | 0-0 | 3-0  | -   | 1-0 | -   | -   | 2-0 | 4-1 |
| Dijon FCO                                                  | 0-3 |     | -   | -   | 0-0 | 1-0  | 2-1 | -   | 0-4 | -   | 1-1 | 1-4 |
| FC Fleury 91                                               | 0-2 | 1-1 |     | 0-2 | -   | 4-1  | -   | 1-3 | 2-3 | 0-2 | -   | 1-1 |
| EA Guingamp                                                | -   | 1-1 | 0-1 |     | 1-5 | 3-1  | 2-0 | -   | 2-0 | 1-4 | 1-1 | 1-3 |
| Olympique lyonnais                                         | 4-0 | 2-0 | 6-0 | -   |     | 6-0  | 6-0 | 5-0 | 4-0 | 1-0 | 5-0 | -   |
| Olympique de Marseille                                     | 1-4 | -   | 2-3 | 2-1 | 0-8 |      | 3-1 | 0-3 | -   | 0-5 | 0-3 | 1-3 |
| FC Metz                                                    | 0-4 | 1-2 | 0-2 | 0-0 | -   | -    |     | 0-3 | -   | 1-6 | 0-1 | 0-2 |
| Montpellier HSC                                            | -   | 6-0 | 3-0 | 1-1 | 0-3 | -    | 3-0 |     | 1-2 | -   | 2-0 | -   |
| Paris FC                                                   | 0-3 | 3-1 | -   | -   | -   | 3-1  | 2-2 | 2-5 |     | 0-3 | 0-0 | 1-0 |
| Paris SG                                                   | 3-0 | 4-0 | -   | 1-1 | -   | 11-0 | 5-1 | 1-1 | 2-0 |     | -   | 7-0 |
| Stade de Reims                                             | -   | -   | 0-1 | 0-1 | 3-8 | -    | 1-0 | 1-7 | 0-1 | 1-3 |     | -   |
| ASJ Soyaux                                                 | 0-4 | 0-0 | 0-1 | -   | 0-4 | -    | -   | 1-1 | 0-0 | 0-3 | 0-1 |     |
| - Victoire à domicile - Match nul - Victoire à l'extérieur |     |     |     |     |     |      |     |     |     |     |     |     |

## Statistiques

### Évolution du classement
| Journées →  | 1  | 2  | 3  | 4  | 5  | 6  | 7  | 8  | 9  | 10 | 11 | 12 | 13 | 14 | 15 | 16 | 17     | 18     | 19     | 20     | 21     | 22     | Lead | Rel. |
|             |    |    |    |    |    |    |    |    |    |    |    |    |    |    |    |    |        |        |        |        |        |        |      |      |
| ----------- | -- | -- | -- | -- | -- | -- | -- | -- | -- | -- | -- | -- | -- | -- | -- | -- | ------ | ------ | ------ | ------ | ------ | ------ | ---- | ---- |
| Bordeaux    | 3  | 3  | 3  | 3  | 4  | 4  | 4  | 4  | 4  | 3  | 3  | 3  | 3  | 3  | 3  | 3  | Annulé | Annulé | Annulé | Annulé | Annulé | Annulé |      |      |
| Dijon       | 7  | 10 | 11 | 12 | 12 | 11 | 11 | 10 | 10 | 9  | 9  | 10 | 10 | 10 | 10 | 9  | Annulé | Annulé | Annulé | Annulé | Annulé | Annulé |      | 5    |
| Fleury      | 10 | 9  | 12 | 8  | 10 | 9  | 8  | 7  | 7  | 5  | 7  | 7  | 8  | 8  | 8  | 7  | Annulé | Annulé | Annulé | Annulé | Annulé | Annulé |      | 1    |
| Guingamp    | 5  | 7  | 9  | 10 | 7  | 6  | 6  | 8  | 5  | 6  | 5  | 5  | 5  | 5  | 5  | 6  | Annulé | Annulé | Annulé | Annulé | Annulé | Annulé |      |      |
| Lyon        | 2  | 2  | 1  | 1  | 1  | 2  | 2  | 1  | 1  | 1  | 1  | 1  | 1  | 1  | 1  | 1  | Annulé | Annulé | Annulé | Annulé | Annulé | Annulé | 12   |      |
| Marseille   | 11 | 6  | 8  | 9  | 8  | 8  | 10 | 11 | 11 | 11 | 11 | 11 | 11 | 11 | 11 | 11 | Annulé | Annulé | Annulé | Annulé | Annulé | Annulé |      | 10   |
| Metz        | 8  | 12 | 10 | 11 | 11 | 12 | 12 | 12 | 12 | 12 | 12 | 12 | 12 | 12 | 12 | 12 | Annulé | Annulé | Annulé | Annulé | Annulé | Annulé |      | 14   |
| Montpellier | 6  | 4  | 4  | 4  | 3  | 3  | 3  | 3  | 3  | 4  | 4  | 4  | 4  | 4  | 4  | 4  | Annulé | Annulé | Annulé | Annulé | Annulé | Annulé |      |      |
| Paris FC    | 4  | 5  | 5  | 5  | 5  | 7  | 7  | 5  | 6  | 7  | 6  | 6  | 6  | 6  | 6  | 5  | Annulé | Annulé | Annulé | Annulé | Annulé | Annulé |      |      |
| Paris SG    | 1  | 1  | 2  | 2  | 2  | 1  | 1  | 2  | 2  | 2  | 2  | 2  | 2  | 2  | 2  | 2  | Annulé | Annulé | Annulé | Annulé | Annulé | Annulé | 4    |      |
| Reims       | 9  | 11 | 7  | 7  | 9  | 10 | 9  | 9  | 9  | 8  | 10 | 9  | 9  | 9  | 9  | 8  | Annulé | Annulé | Annulé | Annulé | Annulé | Annulé |      | 1    |
| Soyaux      | 12 | 8  | 6  | 6  | 6  | 5  | 5  | 6  | 8  | 10 | 8  | 8  | 7  | 7  | 7  | 10 | Annulé | Annulé | Annulé | Annulé | Annulé | Annulé |      | 1    |

### Buts marqués par journée
Ce graphique représente le nombre de buts marqués lors de chaque journée. 

### Classement des buteuses
Mise à jour : 24 février 2020
|    | Buteuse                 | Club                  | Buts |
| -- | ----------------------- | --------------------- | ---- |
| 1  | Marie-Antoinette Katoto | Paris Saint-Germain   | 16   |
| 2  | Ada Hegerberg           | Olympique lyonnais    | 14   |
| 3  | Viviane Asseyi          | Girondins de Bordeaux | 12   |
| 3  | Kadidiatou Diani        | Paris Saint-Germain   | 12   |
| 5  | Dzsenifer Marozsán      | Olympique lyonnais    | 10   |
| 5  | Lena Petermann          | Montpellier HSC       | 10   |
| 7  | Khadija Shaw            | Girondins de Bordeaux | 9    |
| 8  | Valérie Gauvin          | Montpellier HSC       | 8    |
| 8  | Nadia Nadim             | Paris Saint-Germain   | 8    |
| 8  | Nikita Parris           | Olympique lyonnais    | 8    |
| 10 | Wendie Renard           | Olympique lyonnais    | 7    |

Source : Classement des buteuses sur le site de la FFF

### Classement des passeuses
Mise à jour : 24 février 2020
|   | Passeuse           | Club                  | Pas. |
| - | ------------------ | --------------------- | ---- |
| 1 | Dzsenifer Marozsán | Olympique lyonnais    | 12   |
| 2 | Nadia Nadim        | Paris Saint-Germain   | 8    |
| 3 | Delphine Cascarino | Olympique lyonnais    | 6    |
| 3 | Amel Majri         | Olympique lyonnais    | 6    |
| 5 | Kadidiatou Diani   | Paris Saint-Germain   | 5    |
| 5 | Lena Petermann     | Montpellier HSC       | 5    |
| 7 | Ada Hegerberg      | Olympique lyonnais    | 4    |
| 7 | Khadija Shaw       | Girondins de Bordeaux | 4    |
| 7 | Sandie Toletti     | Montpellier HSC       | 4    |
| 7 | Marion Torrent     | Montpellier HSC       | 4    |

Source : Classement des passeuses sur le site de la FFF

### Affluence
À mi-saison, l'affluence moyenne de la D1 Arkema dépasse les 1 200 spectateurs, contre 911 en moyenne la saison dernière.

#### Meilleures affluences de la saison
| Rang | Match                                        | Journée | Date              | Affluence |
| ---- | -------------------------------------------- | ------- | ----------------- | --------- |
| 1    | Olympique lyonnais - Paris Saint-Germain     | J9      | 16 novembre 2019  | 30 661    |
| 2    | Dijon FCO - Olympique lyonnais               | J6      | 20 octobre 2019   | 5 064     |
| 3    | Paris Saint-Germain - Olympique de Marseille | J13     | 18 janvier 2020   | 3 536     |
| 4    | Paris Saint-Germain - Montpellier HSC        | J11     | 7 décembre 2019   | 3 280     |
| 5    | EA Guingamp - Olympique lyonnais             | J4      | 28 septembre 2019 | 3 166     |
| 6    | Stade de Reims - Olympique lyonnais          | J2      | 7 septembre 2019  | 3 147     |
| 7    | Paris FC - Paris Saint-Germain               | J12     | 15 décembre 2019  | 2 174     |
| 8    | Stade de Reims - Paris Saint-Germain         | J10     | 23 novembre 2019  | 2 009     |
| 9    | Olympique lyonnais - Olympique de Marseille  | J1      | 24 août 2019      | 1 976     |
| 10   | FC Metz - Paris Saint-Germain                | J2      | 7 septembre 2019  | 1 913     |

## Bilan de la saison
- Meilleure attaque : Olympique lyonnais (67 buts inscrits)
- Meilleure défense : Olympique lyonnais (4 buts encaissés)
- Plus large victoire à domicile : 11 buts d'écart
  - 11-0 lors de Paris Saint-Germain - Olympique de Marseille le 18 janvier 2020 (13e journée)[10].
- Plus large victoire à l'extérieur : 8 buts d'écart
  - 0-8 lors d'Olympique de Marseille - Olympique lyonnais le 8 février 2020 (15e journée)[11]
- Plus grand nombre de buts dans une rencontre : 11 buts
  - 3-8 lors de Stade de Reims - Olympique lyonnais le 7 septembre 2019 (2e journée)[12].
  - 11-0 lors de Paris Saint-Germain - Olympique de Marseille le 18 janvier 2020 (13e journée)[10].
- Plus grande série de victoires : 7 matchs pour le Paris Saint-Germain entre les 1re et 7e journées.
- Plus grande série de défaites : 11 matchs pour le FC Metz entre les 4e et 14e journées.
- Plus grande série de matches sans défaite : 16 matchs pour l'Olympique lyonnais entre les 1re et 16e journées.
- Plus grande série de matches sans victoire : 16 matchs pour le FC Metz entre les 1re et 16e journées.
- Plus grand nombre de spectateurs dans une rencontre : 30 661 lors de Olympique lyonnais - Paris Saint-Germain le 16 novembre 2019 (9e journée).
- Plus petit nombre de spectateurs dans une rencontre : 152 lors de FC Metz - FC Fleury 91 le 23 novembre 2019 (10e journée)[13].
- Champion d'automne : Olympique lyonnais

| Championnat de France féminin de football 2019-2020 |                                |
| Champion                                            | Olympique lyonnais (14e titre) |
| Dauphin                                             | Paris Saint-Germain            |
| Coupes et trophées                                  |                                |
| Vainqueur de la Coupe de France 2019-2020           | Olympique lyonnais             |
| Vainqueur du Trophée des championnes 2019           | Olympique lyonnais             |
| Qualifications continentales                        |                                |
| Ligue des champions 2020-2021                       | Olympique lyonnais             |
| Ligue des champions 2020-2021                       | Paris Saint-Germain            |
| Promotions et relégations                           |                                |
| Promus en Division 1                                | FF Issy                        |
| Promus en Division 1                                | Le Havre AC                    |
| Relégués en Division 2                              | FC Metz                        |
| Relégués en Division 2                              | Olympique de Marseille         |

## Trophées UNFP
Au mois de mai, devait se tenir les trophées UNFP du football 2020 pour élire la meilleure joueuse et la meilleure espoir de la saison, mais en raison de la pandémie de Covid-19 et l'arrêt prématuré du championnat, la cérémonie est annulée et aucun trophée n'est décerné.

## Parcours en coupes d'Europe
Le parcours des clubs français en coupes d'Europe est important puisqu'il détermine le coefficient UEFA, et donc le nombre de clubs français présents en coupes d'Europe les années suivantes.
| Club                | Compétition         | Résultat     | Ultime adversaire  |
| ------------------- | ------------------- | ------------ | ------------------ |
| Olympique lyonnais  | Ligue des champions | Finale       |                    |
| Paris Saint-Germain | Ligue des champions | Demi-finales | Olympique lyonnais |